# La Principal de Barcelona
La Principal de Barcelona és una cobla que va haver existir des dels anys 20 fins als anys 50, i que fou refundada l'any 1978 pel trombonista i compositor de sardanes Isidre Llucià i Morist.

## Gravacions
- Concert de Sardanes 1983
- Ninalba. Sardanes amb joventut 1987
- Desè aniversari1988
- Sardanes de Banyuls (1888-1988) 1988
- Sardanes a Encamp1990

Gravació conjunta amb la Cobla Costa Brava:
- Antologia de la Sardana

Gravació conjunta amb la Cobla Costa Brava i Cobla Barcelona:
- Cants de Catalunya